# Мойсей Лейбовський
Мойсей (Мойша) Лейбовський . Mojżesz (Mosze) Lejbowski lub Leibowski (польською) Moišės Leibovskio  (литовською) Майсей Лейбоўскі (білоруською) (народився 17 березня  1876 р. в Новогрудку, помер 1942 або 1943 р. у Вільно) — польсько-литовський художник єврейського походження.
Вивчав живопис у Вільно в Івана Трутнєва, потім у Парижі в Національній вищій школі витончених мистецтв, можливо, у Леона Жозефа Бонна в 1899-1900 і 1904 роках. У міжвоєнний період М. Лейбовський мешкав у Вільно. Він очолює Віленське товариство єврейських художників-пластиків, яке було засноване в 1925 році.  Він був викладачем Рафаеля Хволеса — литовсько-єврейського художника.  Більшу частину свого життя художник прожив у Вільно, де найчастіше виставляв свої роботи в 1899, 1908, 1925, 1932, 1934,1935 рр. Роботи художника також були представлені в таких містах, як: Білосток, Мінськ, Гродно. У 1939 році він в останній раз представляв свої роботи на виставці Товариства єврейських художників-пластиків. У 1940 році художник на деякий час переїхав до Гродно. Загинув за нез'ясованих обставин у гетто Вільно у 1942 або 1943 році.

## Творчість
Найбільша кількість робіт з доробку Мойсея Лейбовського зберігається у Литві та Польщі: Литовському художньому музеї; Національному музеї Литви; Вільнюському єврейському музеї; міській художній галереї в Ченстохові; Єврейському історичному інституті у Варшаві та приватних колекціях.
Для творчості Мойсея Лейбовського була характерна імпресіоністична манера. Здебільшого він звертався до олійної техніки живопису, але також митець використовував такі техніки графіки як гуаш, акварель, чорнило, олівець та перо. Він працював у портретному жанрі, а також звертався до карикатури, міських пейзажів та натюрмортів. Тематика його творів охоплювала портрети армійських офіцерів, священиків, представників литовського  єврейства, замальовки провулків, квітів та оголених жіночих натур.

## Мойсей Лейбовський та Україна. Портрет Хелени (Гелени) Потоцької
Художник був відомий портретистом польської аристократії з волинських маєтків, але не всі ці портрети дійшли до нашого часу. Відомо, що Мойсей Лейбовський написав портрет Романа-Даміана Санґушки (Сангушки), який від 1902 року зберігався в палаці Сангушків у Славуті на Волині. Його було втрачено у 1917 році, разом із пожежею у Славутському маєтку Санґушків (Сангушків). Протягом 1902-1903 художник, ймовірно, створив ще декілька зарисів представників цього аристократичного  роду. У 1905 році були виконані портрети Станіслава Святополка Четвертинського та Марії уродженої Броель-Плятер Святополк Четвертинської.
Але найбільше митець відомий в Україні єдиним відомим живописним твором, що зберігається у фондах Вінницького художнього музею. він прославився портретом Хелени (Гелени)-Августи Потоцької, уродженої Радзивілл, датованому 1903 роком. Варто зауважити, що історія родів Радзивілів та Потоцьких тісно пов’язана з історією українських земель. Старовинний магнатський рід литовського походження – Радзивілли - володів значними латифундіями литовських, польських та українських земель, де знаходилися маєтки Радзивілів, а саме: Олика, Бердичів, Шпанів, Несвіж та інші. Своєю чергою, Потоцькі – старовинний польський магнатський рід, який також володів багатьма польськими, білоруськими та українськими населеними пунктами.

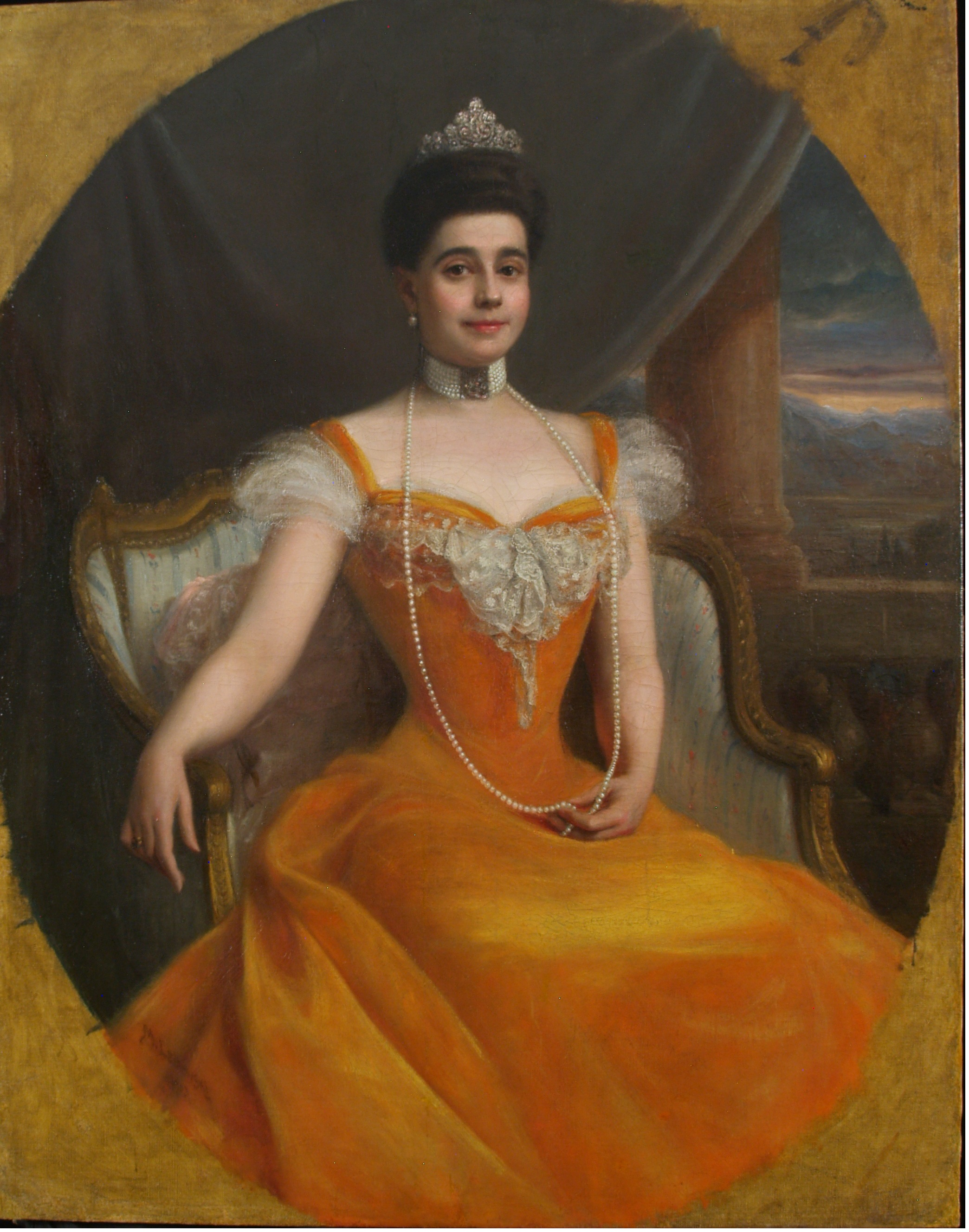
Портрет Хелени Потоцької, атрибуція Оксани Лобко

Хелена (Гелена) уроджена княжна Радзивілл у 1892 році вийшла заміж за польського аристократа Юзефа Миколая Потоцького, який був власником великих маєтків на Волині з головним палацом у смт Антонінах (Красилівський район Хмельницької області).
Існує думка, що саме цей парадний портрет Хелени (Гелени) у шафрановій сукні був замовлений для палацу Потоцьких в Антонінах, оскільки родинні галереї предків були надзвичайно важливими для старовинних польських шляхетських родів. Образ княгині має достатню цікаву історію зі щасливим кінцем. Завдяки масштабним дослідженням кандидата історичних наук Оксани Лобко з Києва стало відомо, що після спалення палацу в 1919 в Антонінах, цей портрет разом із залишеним майном Потоцьких через деякий час потрапив до Шепетівського окружного (краєзнавчого) музею у Славуті. Існує ймовірність, що цей портрет знаходився у Шепетівському палацику Потоцьких та потріпив до музею у Славуті з Шепетівки. Протягом 20-30-х років полотно на картині зазнало значних пошкоджень. Оксана Лобко стверджує, що портрет разом зі значною мистецькою колекцією потрапив до Вінницького краєзнавчого музею в 1935 році, у зв'язку із закриттям Шепетівського окружного (краєзнавчого) музею у Славуті. З того часу портрет майже не експонувався і зберігався у запасниках музею до 1987 року. У 1987 році був заснований Вінницький обласний художній музей, куди була передана уся живописна колекція, де і знаходиться наразі даний портрет. Протягом 2015-2017 років його було реставровано Національним науково-дослідним реставраційним центром України у м. Київ (реставратор Ольга Бондар). Наукове дослідження та реставрація підтвердили висновки стосовно авторства художника. Атрибуцію із визначення авторства та портретованої здійснила Оксана Лобко, чия тривала наукова робота з атрибуції цього твору зробили можливою повноцінну художню, історичну, наукову репрезентацію в наукових та музейних установах. Після реставрації портрет Хелени (Гелени) Потоцької був вперше представлений громадськості 8 листопада 2018 року у Вінниці.

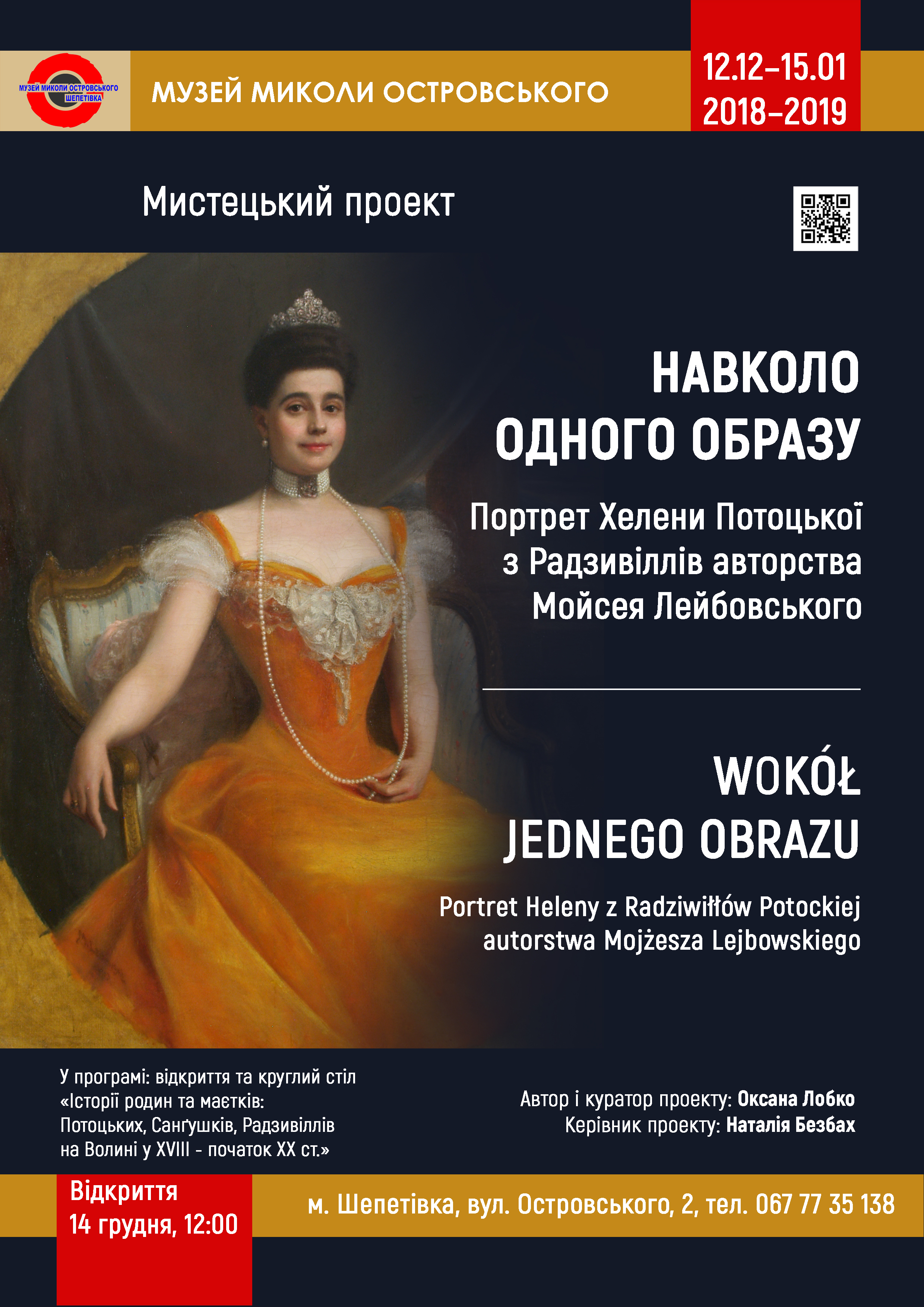
Виставка Оксани Лобко у Шепетівці

- 8 -20 листопада 2018 року у Вінницькій галереї XXI відкрилась авторська виставка-презентація історії портрету та життя Хелени Потоцької “Навколо одного образу. Портрет Хелени Потоцької із Радзивіллів авторства Мойсея Лейбовського”. Виставку підготувала кандидатка історичних наук Оксана Лобко[6]. Копія портрету була центральною частиною виставкової банерної експозиції про життя та діяльність двох осіб: героїню портрету Хелену (Гелену) Потоцьку, і про життя та творчість малознаного в Україні польсько-литовського художника Мойсея Лейбовського.
- 12 грудня 2018 - 25 січня 2019 до 60-ї річниці з дня смерті Хелени Потоцької виставка відкрилась та експонувалась в літературному музеї Островського в Шепетівці.

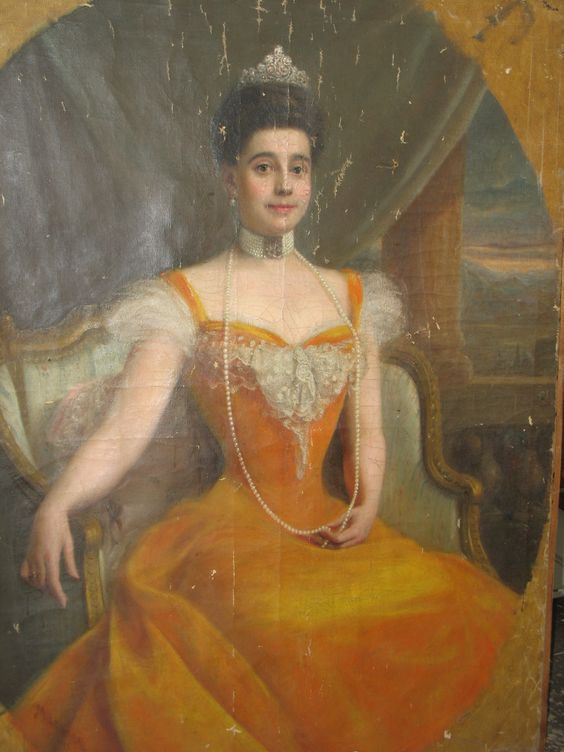
14 лютого – 30 березня 2019 року в Музеї НаУКМА відбулася відкриття виставки, ця подія була присвячена 145 річниці з дня народження Хелени Потоцької. На виставці було представлено усі відомі роботи Мойсея Лейбовського[5]  - Портрет Хелени-Августи Потоцької, уродженої Радзивілл, 1903 рік
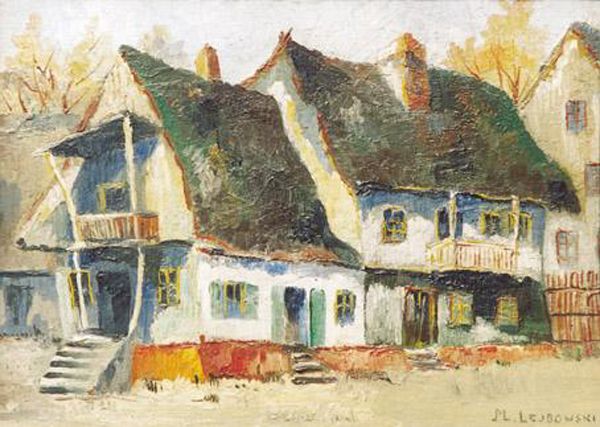
Старі будинки, 1922 рік
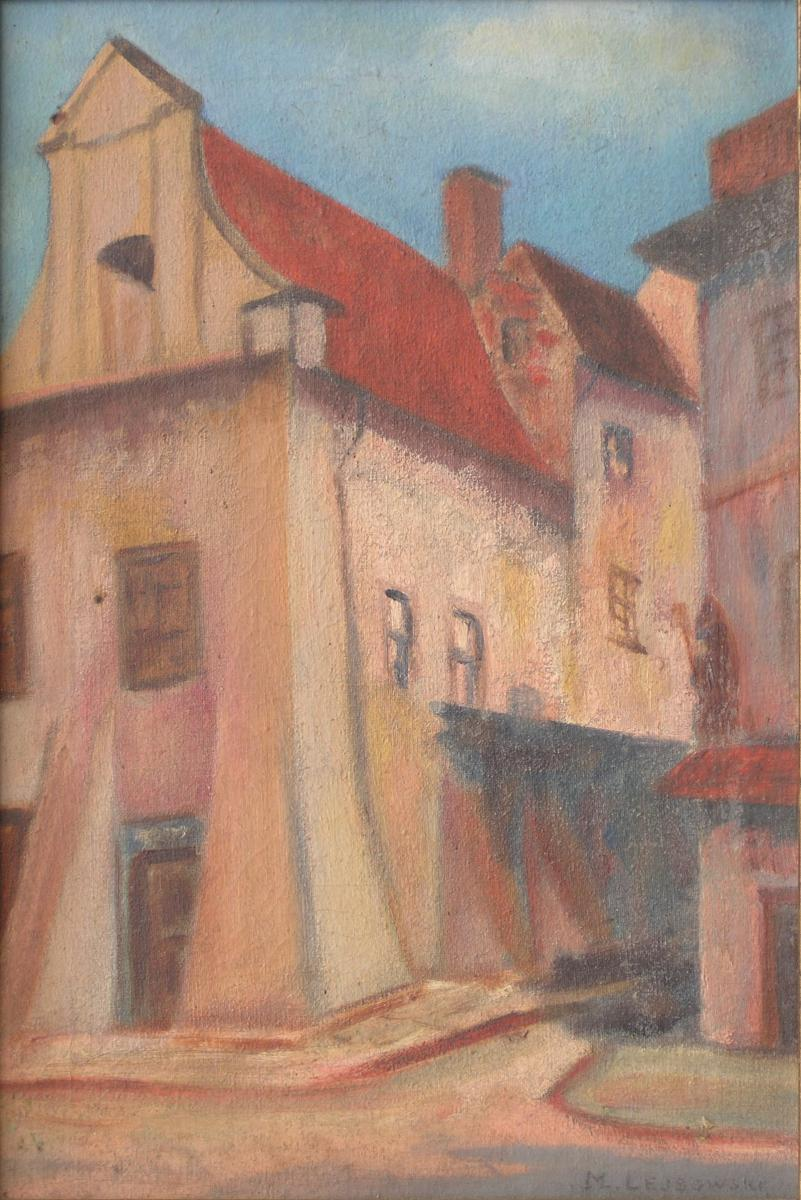
Міська вулиця
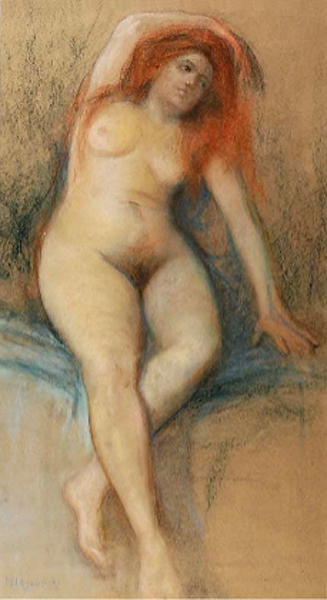
Ню.
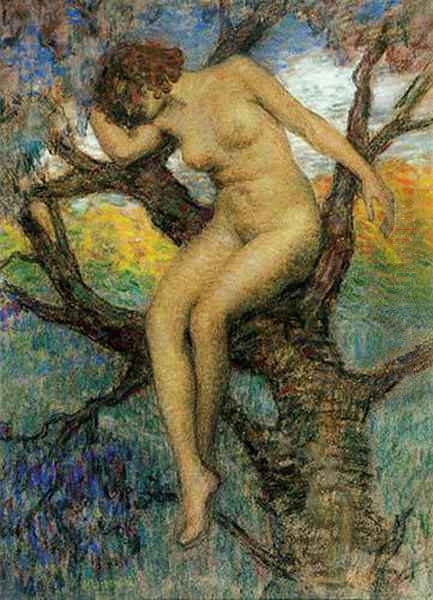
Оголена в гілках дерева
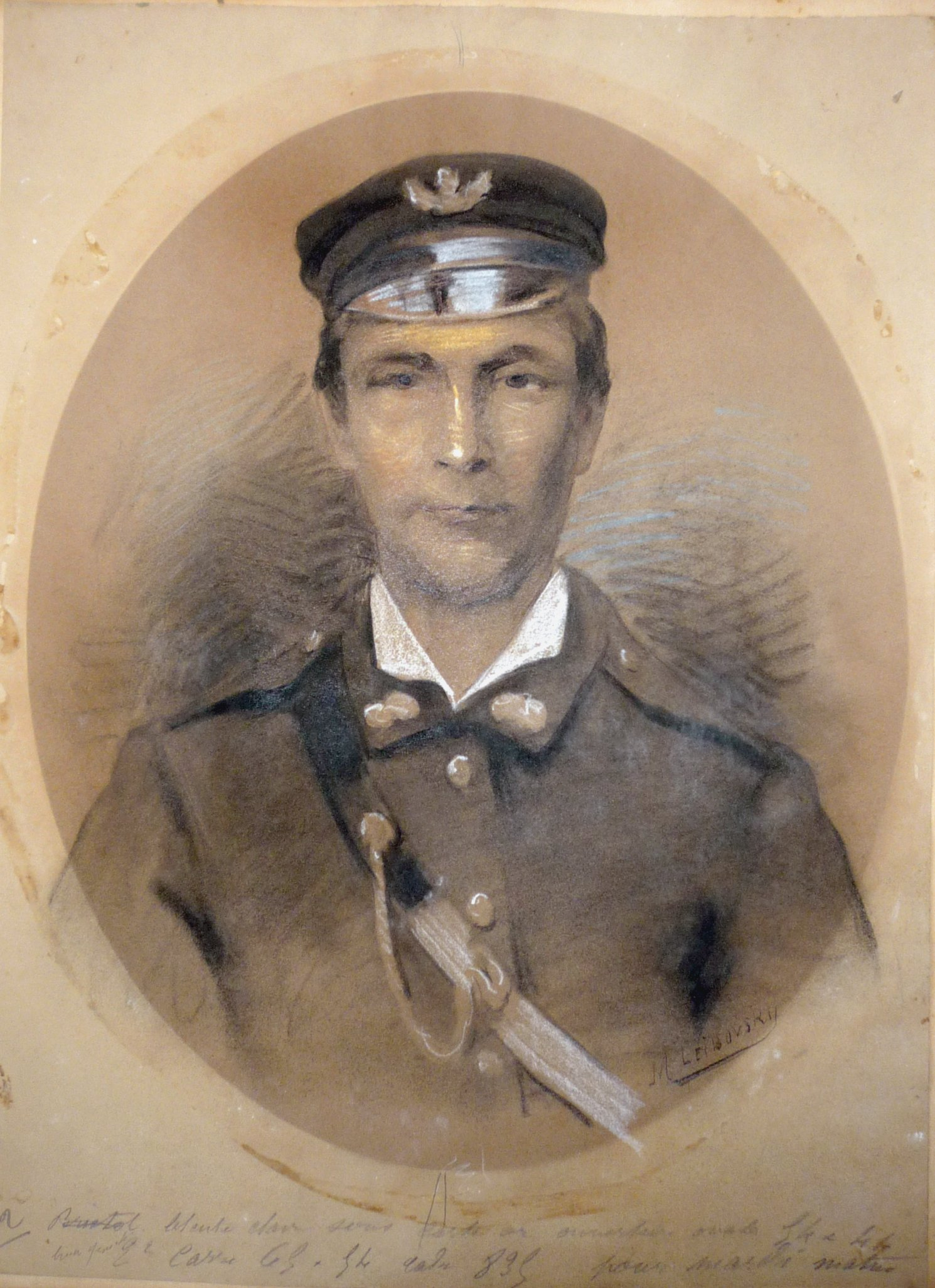
Портрет балтійського моряка (пастель, початок XX ст.)
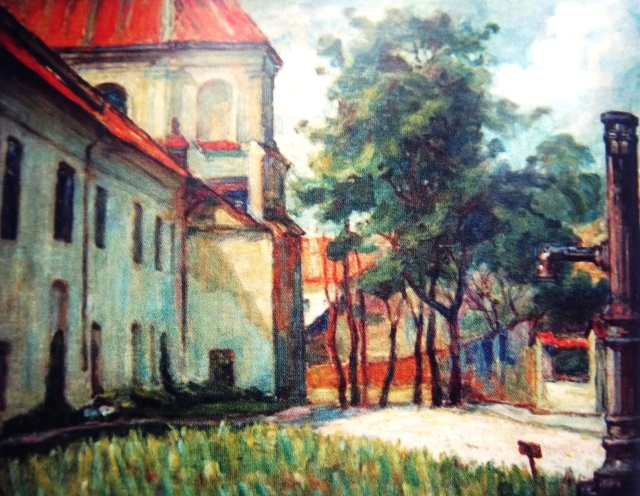
Фрагмент костелу францисканців у Вільно. Поч ХХ ст.
  - Старі будинки, 1922 рік
  - Міська вулиця
  -  Ню. 
  -  Оголена в гілках дерева 
  - Портрет балтійського моряка (пастель, початок XX ст.)
  - Фрагмент костелу францисканців у Вільно. Поч ХХ ст.